# Bisdom Chiang Rai

Het bisdom (rood) binnen Thailand

Het bisdom Chiang Rai (Latijn: Dioecesis Chiangraiensis) is een rooms-katholiek bisdom met als zetel Chiang Rai in Thailand. Het is een suffragaan bisdom van het aartsbisdom Bangkok. Het bisdom werd opgericht in 2018 door afsplitsing van het bisdom Chiang Mai.
In 2021 telde het bisdom 21 parochies. Het bisdom heeft een oppervlakte van 37.839 km² en omvat de provincies Chiang Rai, Nan, Phayao en Phrae, en het district Ngao in de provincie Lampang. Het bisdom telde in 2021 25.596 katholieken op een totaal van 2.808.000 inwoners, 0,9% van de totale bevolking.

## Bisschoppen
- Joseph Vuthilert Haelom (2018-)